# پاچوتا، میسیسیپی
پاچوتا (به انگلیسی: Pachuta) شهرکی در ایالت میسیسیپی کشور ایالات متحده آمریکا است که جمعیت آن در سرشماری سال ۲۰۱۰ میلادی، ۲۶۱
نفر بوده‌است.